# Mesquita de Hünkar de Constanța
La mesquita de Hünkar (en romanès: Geamia Hunchiar; Turkish, il·luminat. "Mesquita del sobirà") és una mesquita situada al 41 Tomis Boulevard, Constanța, Romania.
La mesquita es va completar el 1869, nou anys abans que la Dobruja del Nord passés a formar part de Romania, durant el regnat del sultà otomà Abdulaziz. Per tant, també es coneix com la mesquita Aziziye, i la seva tughra apareix al costat esquerre de l'entrada, dins d'un medalló ovalat de marbre. El minaret té 24 metres d'alçada i domina el seu entorn. L'edifici té un estil otomà senzill, amb una teulada de teula i té forma de cub com la Kaaba. Està feta de pedra tallada que provenia de la porta d'entrada a la fortalesa otomana, les muralles de la qual van ser enderrocades el 1828. Al seu torn, la pedra d'aquestes parets provenia dels vestigis grecoromans de l'antic Tomis. La catifa interior va ser donada el 2001 pel president turc Ahmet Necdet Sezer.
Durant el període d'entreguerres, la mesquita es va apropar a la demolició, i els defensors van argumentar que el minaret estructuralment feble representava una amenaça per als transeünts. L'historiador Nicolae Iorga va refutar amb èxit aquesta afirmació. Durant la Segona Guerra Mundial, els bombardeigs soviètics van danyar greument la mesquita i es va suggerir de nou el seu arrasament total. Va ser restaurat els anys posteriors a la Revolució Romanesa, al mateix temps que va quedar sufocat per la nova construcció al barri.
La mesquita està catalogada com a monument històric pel Ministeri de Cultura i Afers Religiosos de Romania.